# 發光鸚鯛
發光鸚鯛，為輻鰭魚綱鱸形目隆頭魚亞目隆頭魚科鸚哥魚亞科的其中一種，西大西洋區，從美國佛羅里達州至巴西聖卡塔琳娜海域，棲息深度1公尺-12公尺，體長可達20公分，棲息在海草床，以藻類、海草為食，可做為觀賞魚，有雪卡魚中毒的報告。